# 12799 фон Зуттнер
12799 фон Зуттнер (12799 von Suttner) — астероїд головного поясу, відкритий 26 листопада 1995 року.
Тіссеранів параметр щодо Юпітера — 3,490.